# Kfar Malal
Kfar Malal (en hébreu: כפר מל"ל) est un moshav (« village ») agricole dans la province de Sharon dans le centre d'Israël, lieu de naissance du Premier ministre d'Israël, Ariel Sharon.
Originellement établi sous le nom de Ein Khai (fontaine vivante), le village est renommé plus tard en hommage à Moïse Leib Lilienblum dont l'acronyme est « M-L-L ».